# Kruthuset i Huskvarna
Kruthuset i Huskvarna i Jönköpings kommun inrymmer sedan 1949 Huskvarna stadsmuseum. 
Kruthuset byggdes för Husqvarna krutbruk 1771 och ersatte ett äldre kruttorn från 1701. Kruttillverkningen i Huskvarna upphörde 1792, men kruthuset fortsatte att användas som förvaringsplats för krut som tillverkats på andra håll. Huskvarna köping köpte 1908 byggnaden av Kronan för att använda den som sädesmagasin med mera. År 1949 kom den genom initiativ från Huskvarna hembygdsförening att inrymma Huskvarna stadsmuseum.
År 1965 stod Kruthuset i vägen för den nya motorvägen för E4, som skulle dras fram längs Vätterstranden, och flyttades därför en kort sträcka. I samband med flyttningen försågs Kruthuset med en källarvåning.
Vid Kruthuset ligger stugorna Kroatorpet, från Brunstorp strax norr om Huskvarna, och Brånerydsstugan från Bråneryd i söder. 

## Galleri

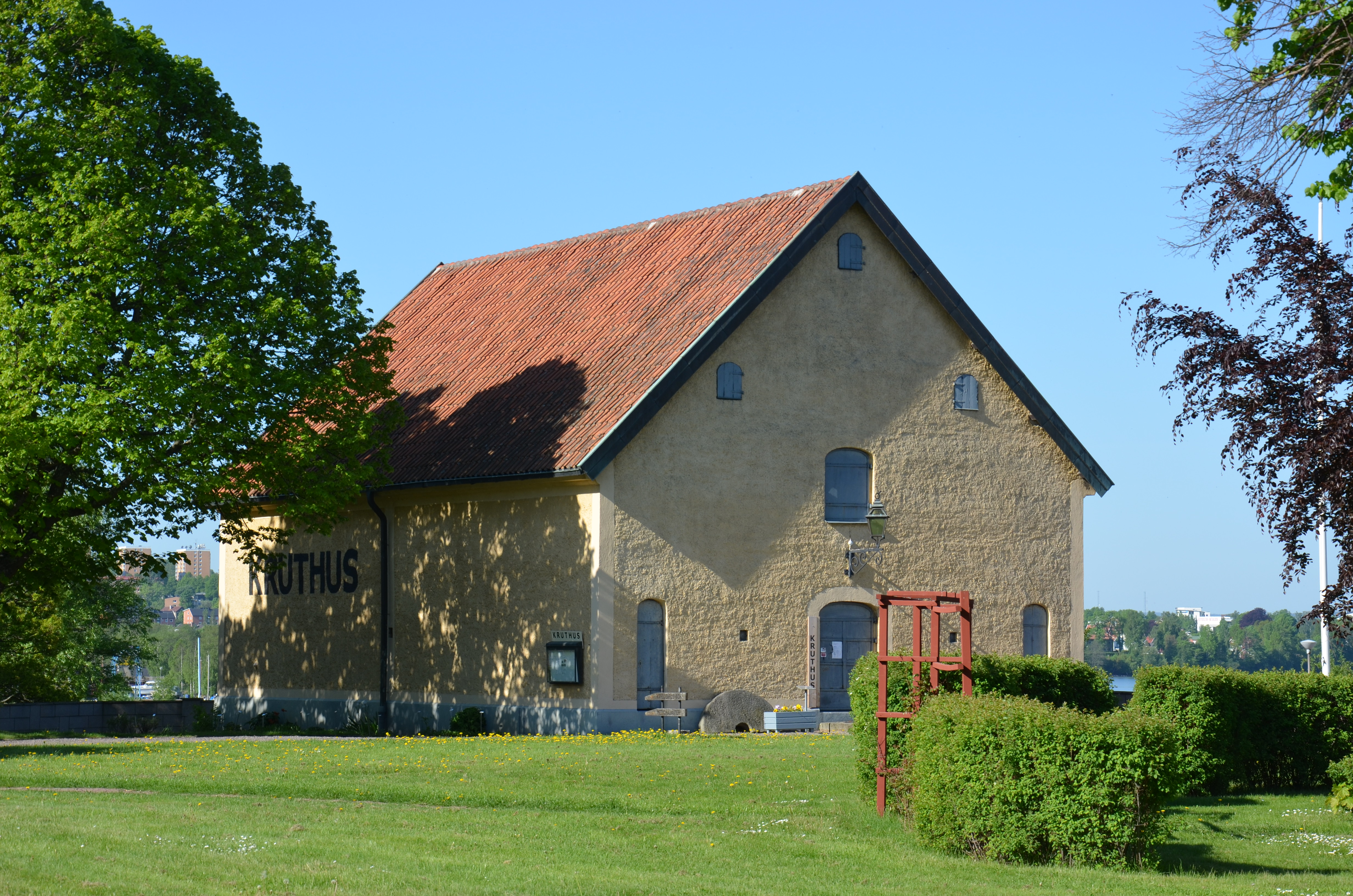
Kruthuset i maj 2012
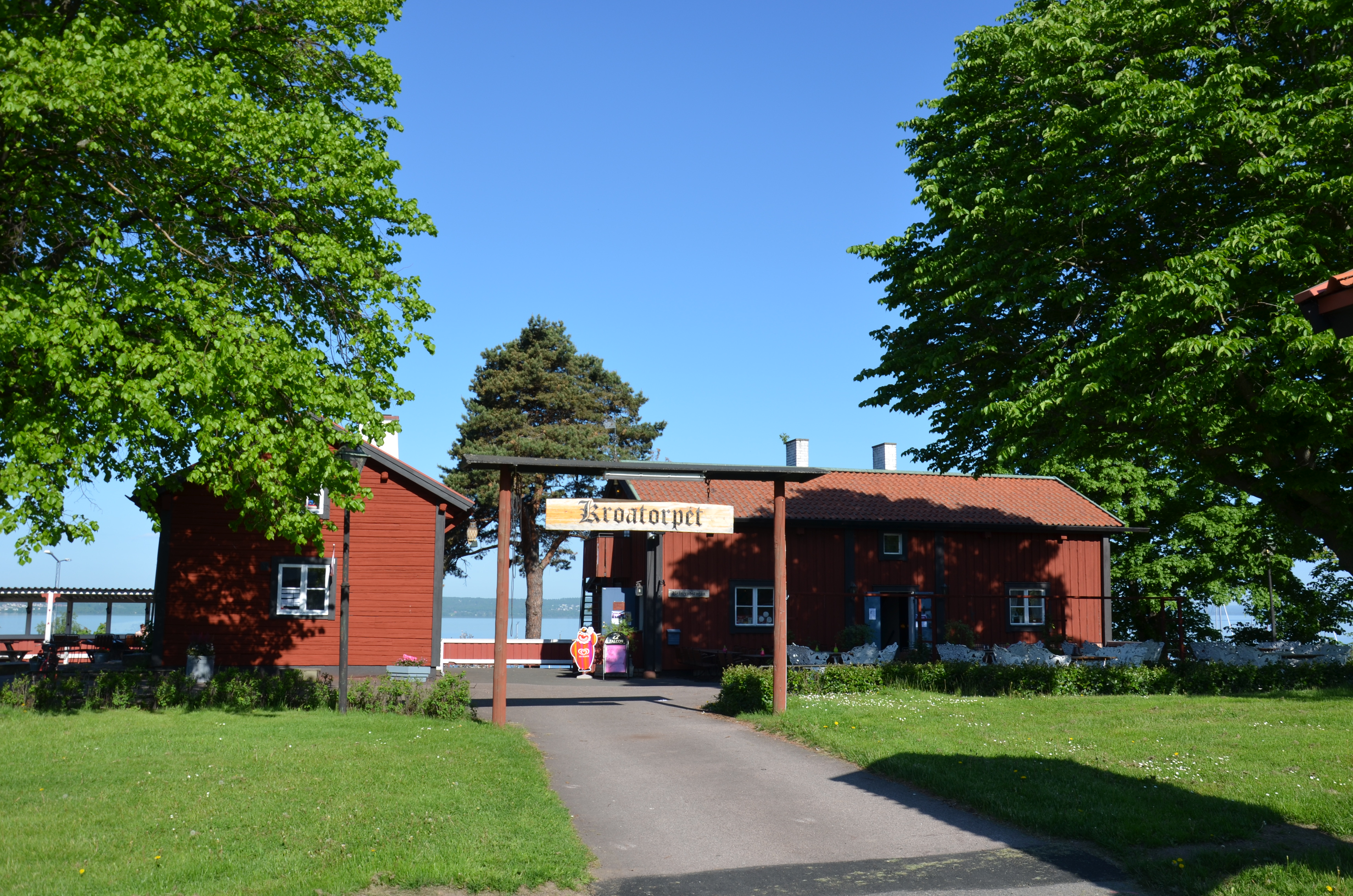
Kroatorpet i maj 2012
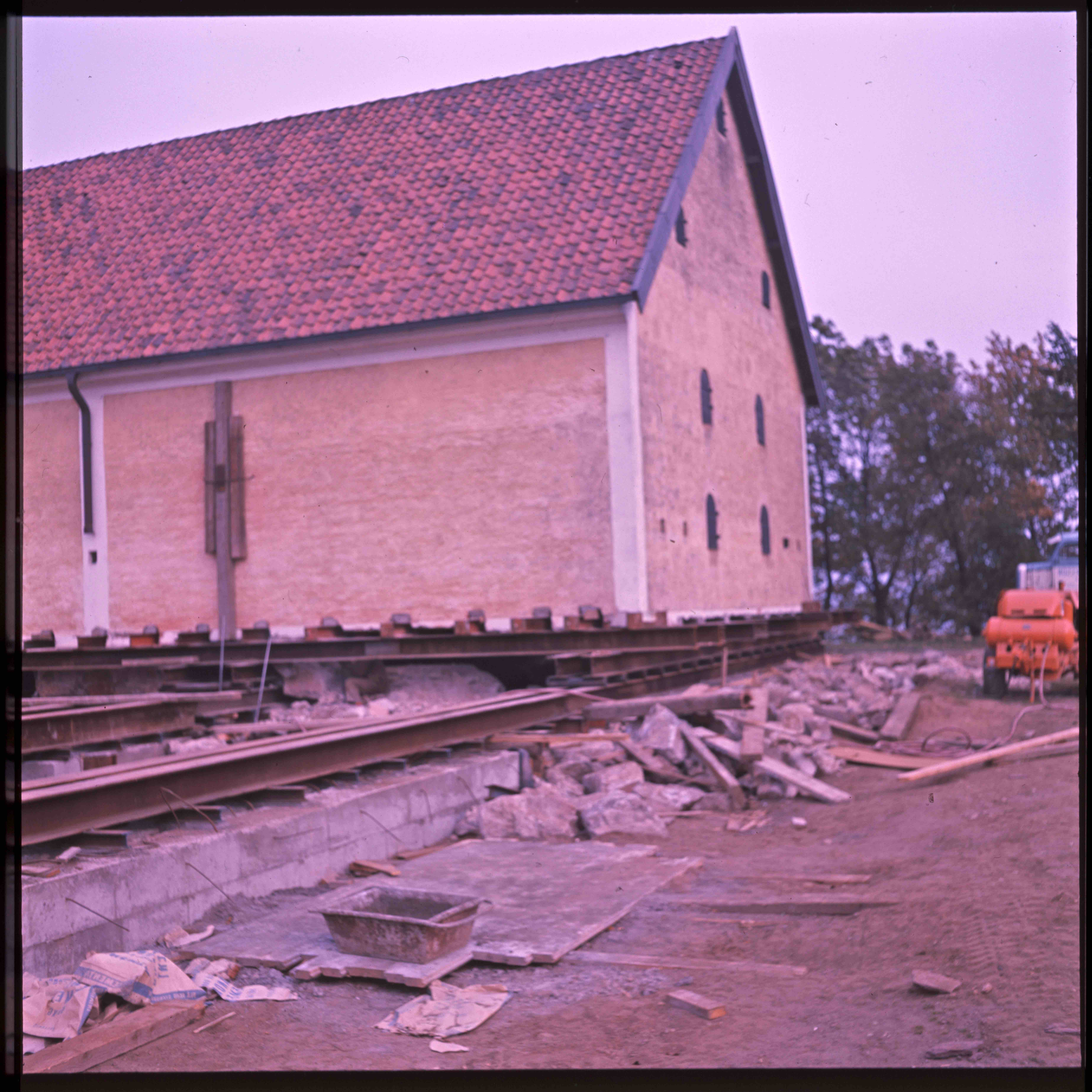
flytten av Kruthuset